# Alisha Lehmann
Alisha Debora Lehmann (Tägertschi, Berna; 21 de enero de 1999) es una futbolista suiza. Juega de delantera y su equipo actual es F.C. Como Women de la Serie A de Italia.
Es internacional absoluta con la Selección de Suiza.
Con 16,7 millones de seguidores en Instagram en 2025, es una de las deportistas femeninas más seguidas del mundo.

## Trayectoria

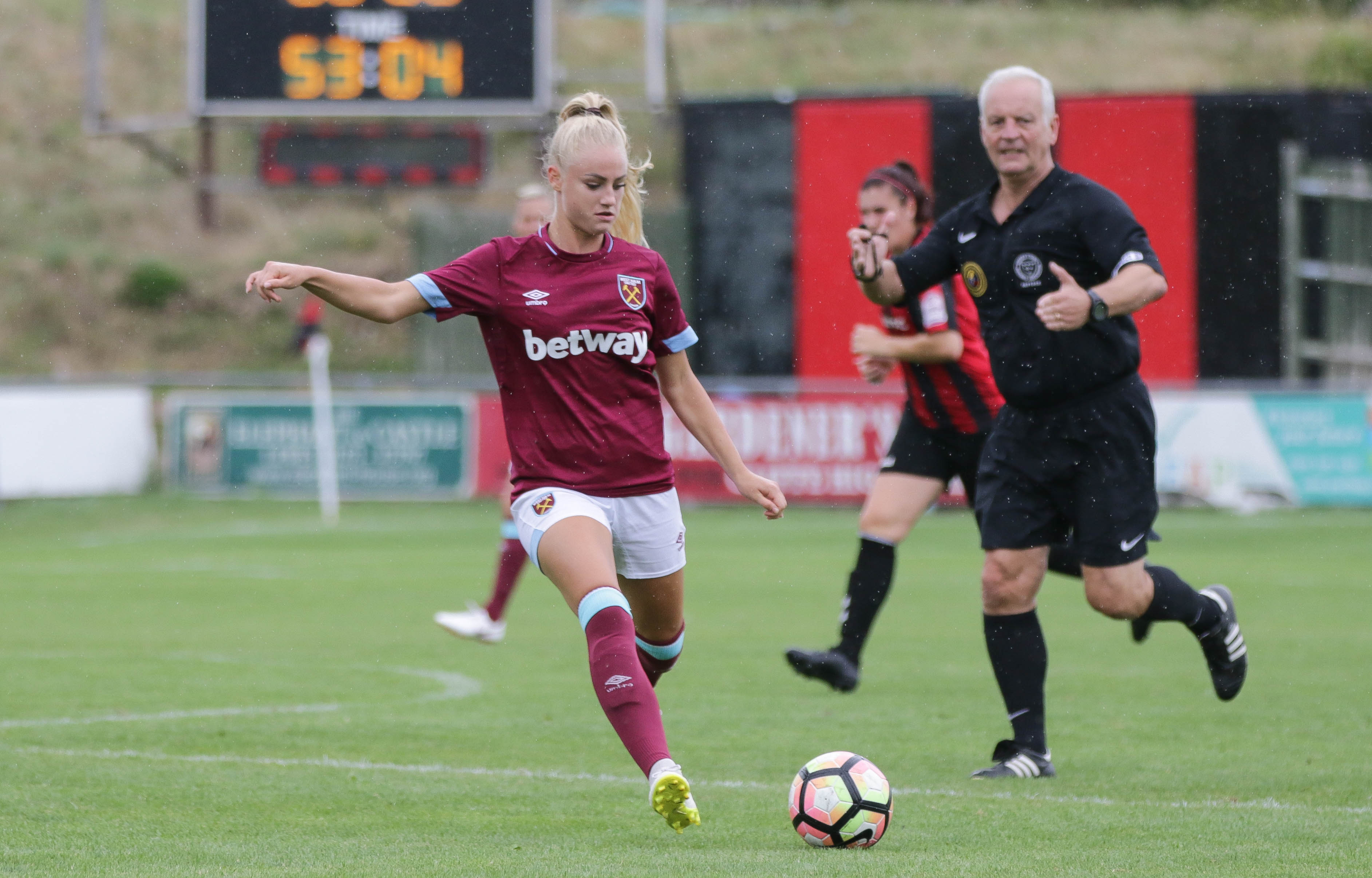
Lehmann con el West Ham United en 2018

Firmó su primer contrato profesional en agosto de 2018 por el West Ham United, fichada desde el BSC YV Frauen, contratada por el entrenador Matt Beard que quedó impresionado por la actuación de la delantera en el Campeonato Europeo Femenino Sub-19 de la UEFA 2018. 
Renovó su contrato con el West Ham en abril de 2019, luego anotar nueve goles y llegar con su equipo a la final de la FA Women's Cup.
En julio de 2024, firmó un contrato de 3 años con la Juventus, de forma simultánea al fichaje de su actual pareja, Douglas Luiz. 
En agosto de 2025, Lehmann fue anunciada como nueva jugadora del F.C. Como Women.

## Selección nacional

### Categorías menores
Lehmann comienza a ser convocada por la Asociación Suiza de Fútbol en 2015, incluyendo un llamado a la selección sub-17 comprometida en las fases de clasificación para la Eurocopa Sub-17 de 2014-15 en Islandia. Debutó en el torneo durante la ronda élite, en una victoria contra Serbia por 8-1, y cinco días después marcó su primer gol cuando las suizas golearon a Finlandia 4-0. Tras acceder a la fase final de grupos, la atacante disputa cinco de los seis partidos, mostrándose decisiva en el pase a semifinales al firmar el único tanto de la victoria contra Irlanda. El equipo, superando 1-0 a Alemania, finaliza con el mejor rendimiento deportivo de la categoría además de subcampeón tras perder la final 5-2 con España.
Al año siguiente participa en la clasificación para la Eurocopa Sub-17 de 2015-16 en Bielorrusia, donde Lehmann juega los tres partidos de la fase previa, marcando contra Lituania y Serbia, y los tres siguientes de la fase élite: una victoria, un empate y una derrota que le negaron la clasificación a las suizas.
También en 2016 recibe el llamado a la sub-19 con motivo de las fases clasificatorias para el Europeo Sub-19 de 2017. Lehmann debuta y grita su primer gol como sub-19 en el primer partido de la fase preliminar donde Suiza golea a Estonia 5-0, para luego marcar un hat-trick en el siguiente cortejo (9-0 sobre Croacia) y abrir el marcador contra la República Checa, partido que terminaría 3-3. La futbolista salta al campo en todos los partidos restantes de la etapa élite, donde Suiza, clasificada como mejor finalista, solo ocupa el tercer lugar en el Grupo 6 y no logra clasificarse.

### Selección mayor
En 2017 Martina Voss-Tecklenburg, entrenadora de la selección suiza absoluta, la convocó para el amistoso del 22 de octubre que perdió 2-0 con la subcampeona del mundo Japón y donde debutó como internacional absoluta relevando a Eseosa Aigbogun en el segundo tiempo. Posteriormente Voss-Tecklenburg la incluye en la plantilla que disputa la edición 2018 de la Copa de Chipre, torneo que vio a Suiza en el cuarto lugar y un solitario gol de Lehmann con el que abrió el marcador contra Finlandia en una victoria por 4-0.
Su primer partido oficial con la selección mayor ocurre el 5 de abril de 2018, una victoria por la mínima sobre Escocia en el torneo clasificatorio para el Mundial de 2019. Tras acabar en segundo lugar de su grupo, Suiza pasa a los play-offs y se enfrenta a Bélgica a quien Lehmann le convierte 2 goles en el empate 2-2 de ida. En la vuelta las suizas rescatan un 1-1 y pasan a la final gracias a sus goles de visitante, sin embargo sufren una derrota por 4-1 en el global contra los Países Bajos y pierden así su boleto al Mundial.

## Clubes
| Club               | País       | Año       |
| ------------------ | ---------- | --------- |
| BSC YV Frauen      | Suiza      | 2016-2018 |
| West Ham United    | Inglaterra | 2018-2021 |
| Everton (préstamo) | Inglaterra | 2021      |
| Aston Villa        | Inglaterra | 2021-2024 |
| Juventus           | Italia     | 2024-2025 |
| F.C. Como Women    | Italia     | 2025-act. |

## Palmarés

### Títulos nacionales
| Título               | Club     | País   | Año     |
| -------------------- | -------- | ------ | ------- |
| Serie A              | Juventus | Italia | 2024-25 |
| Copa Italia Femenina | Juventus | Italia | 2024-25 |

## Vida personal
Lehmann anteriormente se identificaba como lesbiana. Tuvo una relación con su compañera de la selección suiza Ramona Bachmann. Entre 2022 y 2025 estuvo en pareja con el futbolista brasileño Douglas Luiz.

## En la cultura popular
En 2019, Lehmann apareció en la serie de BBC Three Britain's Youngest Football Boss con su entonces novia Ramona.
A 29 de diciembre de 2023, tiene más de 16 millones de seguidores en Instagram, lo que la convierte en la futbolista femenina más seguida del mundo.